# Felsic
Felsic là một thuật ngữ địa chất dùng để chỉ các khoáng vật silicat, mác ma và đá giàu các nguyên tố nhẹ như silic, oxy, nhôm, natri, và kali. Thuật ngữ trên là sự kết hợp của hai từ "feldspar" và "silica". Các khoáng vật felsic thường có màu sáng hay còn gọi là khoáng vật sáng màu và có trọng lượng riêng nhỏ hơn 3. Các khoáng vật felsic phổ biến như thạch anh, muscovit, Orthoclas, và các khoáng vật feldspar plagiocla giàu natri. Đá felsic phổ biến nhất là đá granit. Ngược lại, các khoáng vật và đá sẫm màu chứa các nguyên tố như sắt và magiê được gọi là mafic hoặc siêu mafic.
Trong cách sử dụng hiện đại, người ta còn dùng thuật ngữ đá axít để chỉ các đá núi lửa có hàm lượng silica cao (chiếm hơn 63% SiO2 về khối lượng) như ryolit.
Thuật ngữ felsic liên quan đến tiếng tính từ trong tiếng Đức là felsig ("thuộc về đá") chứ không phải có nguồn gốc từ từ này.

## Phân loại các đá felsic
Để xếp một loại đá vào nhóm felsic thì thành phần của nó phải có hàm lượng các khoáng vật felsic trên >75% bao gồm các khoáng vật như: thạch anh, Orthoclas và plagiocla. Các đá có hàm lượng các khoáng vật trên lớn hơn 90% được gọi là leucocratic có nghĩa là 'sáng màu'.
Felsit là một thuật ngữ trong thạch học dùng để chỉ các đá núi lửa sáng màu, có hạt rất mịn hoặc có kiến trúc ẩn tinh, mà chúng có thể được phân loại sau khi phân tích thành phần hóa học hoặc soi dưới kính hiển vi.
Trong một vài trường hợp, các đá núi lửa felsic có thể chứa các khoáng vật mafic hạt lớn, thường là hornblend, pyroxen hoặc fenspat, và có thể được đặt tên kèm theo sau với tên của khoáng vật hạt lớn, như 'felsit-hornblend'.
Tên hóa học của một đá felsic được đặt theo phân loại TAS của Le Maitre (1975). Tuy nhiên, cách đặt này chỉ áp dụng cho các đá núi lửa. Nếu đá được phân tích và phát hiện rằng nó thuộc nhóm felsic như là đá biến chất không phải có nguồn gốc từ đá núi lửa, thì nó có thể được gọi là 'đá phiến felsic'. Trong một số trường hợp, các đá granit bị chia cắt mạnh (thường nằm trong đới dập vỡ), có thể bị nhầm lẫn với đá ryolit.
Đối với các đá felsic ẩn tinh người ta sử dụng đồ thị QAPF để đặt tên nó kèm theo sau tên đá granit. Thông thường các nhóm khoáng vật mafic cũng được đặt như thế, ví dụ như granit-hornblend, tonalit-pyroxen.
Kiến trúc của đá được xác định theo tên gốc của đá felsic. 

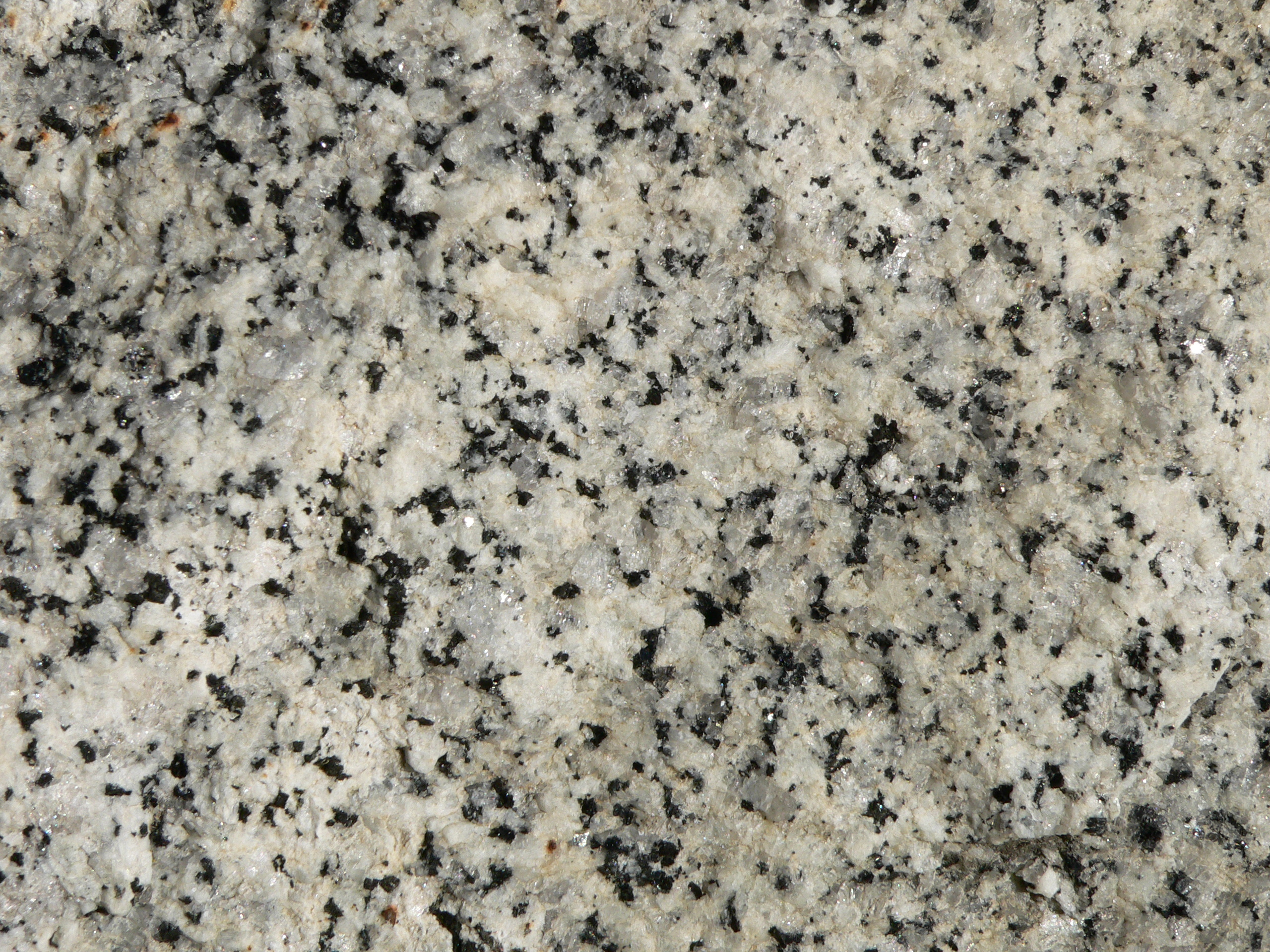
Granit thuộc Công viên Quốc gia Yosemite

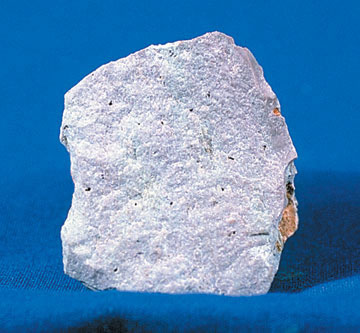
Một loại của Ryolit

| Kiến trúc đá        | Tên đá felsic   |
| Pegmatitic          | Granit pegmatit |
| Hạt thô (hiển tinh) | Granit          |
| Hạt thô và pocphia  | Granit pocphia  |
| Hạt mịn (ẩn tinh)   | Ryolit          |
| Hạt mịn và pocphia  | Ryolit pocphia  |
| Đá mạt vụn          | Tuff ryolit     |
| lỗ rỗng             | Đá bọt          |
| Amygdaloidal        | -               |
| Kiến trúc thủy tinh | Obsidian        |